# Коэн, Жюль
Жюль Эмиль Давид Коэн (фр. Jules-Emile-David Cohen; 2 ноября 1835, Марсель — 13 января 1901, Париж) — французский композитор и органист. Брат Аристида Феликса Коэна.
Учился в Парижской консерватории, в частности, окончив в 1852 году органный класс Франсуа Бенуа и класс композиции Жака Фроменталя Галеви. Последний привлёк его к сочинению синагогальной литургической музыки.
С 1853 г. был штатным органистом парижской церкви Сен-Мерри, с 1855 года на протяжении 35 лет вёл в Парижской консерватории класс вокального ансамбля, профессор. Ученики этого класса под руководством Коэна участвовали в качестве хора в премьерном исполнении Маленькой торжественной мессы Джоакино Россини (1864). 1 июля 1867 года под его управлением был впервые исполнен «Гимн Наполеону III и его доблестному народу» Россини. Это музыкальное произведение для солистов, хора и оркестра было приурочено к проведению Всемирной выставки 1867 года и исполнено по случаю вручения наград и призов на ней. В состав оркестра входило 800 инструменталистов (из них 600 гражданских и 200 военных), а также 400 хористов. В 1877 г. Коэн возглавил хор Парижской оперы.
Оставил четыре оперы, множество песен и романсов, значительное число духовных хоровых сочинений и произведений для органа и фисгармонии.